# Пиластри (Ферара)
Пиластри је насеље у Италији у округу Ферара, региону Емилија-Ромања.
Према процени из 2011. у насељу је живело 727 становника. Насеље се налази на надморској висини од 9 м.